# Diocesi di Urusi
La diocesi di Urusi (in latino Dioecesis Urusitana) è una sede soppressa e sede titolare della Chiesa cattolica.

## Storia
Urusi, forse identificabile con Henchir-Sougda nell'odierna Tunisia, è un'antica sede episcopale della provincia romana dell'Africa Proconsolare, suffraganea dell'arcidiocesi di Cartagine.
Sono quattro i vescovi documentati di Urusi. Quieto partecipò al concilio di Cartagine convocato il 1º settembre 256 da san Cipriano per discutere della questione relativa alla validità del battesimo amministrato dagli eretici, e figura al 27º posto nelle Sententiae episcoporum. Il donatista Bonifacio intervenne alla conferenza di Cartagine del 411, che vide riuniti assieme i vescovi cattolici e donatisti dell'Africa romana; in quell'occasione la sede non aveva vescovi cattolici. Secondo la testimonianza di Vittore di Vita, nella sua storia delle persecuzioni vandale, il vescovo Mansueto subì il martirio all'epoca del re vandalo Genserico attorno al 430/431. Infine Quinziano prese parte al sinodo riunito a Cartagine dal re vandalo Unerico nel 484, in seguito al quale venne esiliato.
Dal 1933 Urusi è annoverata tra le sedi vescovili titolari della Chiesa cattolica; la sede è vacante dall'11 gennaio 2025.

## Cronotassi

### Vescovi
- Quieto † (menzionato nel 256)
  - Bonifacio † (menzionato nel 411) (vescovo donatista)
- San Mansueto † (? - circa 430/431 deceduto)
- Quinziano † (menzionato nel 484)

### Vescovi titolari
- William Thomas Porter, S.M.A. † (25 aprile 1933 - 18 aprile 1950 nominato arcivescovo di Cape Coast)
- Teófilo José Pereira de Andrade, O.F.M. † (17 febbraio 1951 - 25 ottobre 1954 deceduto)
- Peter Bernard Pereira † (5 maggio 1955 - 1º ottobre 1966 succeduto vescovo di Trivandrum)
- Dante Frasnelli Tarter, O.S.I. † (3 agosto 1967 - 30 novembre 1977 dimesso)
- Celso José Pinto da Silva † (6 marzo 1978 - 4 luglio 1981 nominato vescovo di Vitória da Conquista)
- José Carlos Castanho de Almeida † (3 marzo 1982 - 5 settembre 1987 nominato vescovo di Itumbiara)
- Luca Brandolini, C.M. (29 ottobre 1987 - 2 settembre 1993 nominato vescovo di Sora-Aquino-Pontecorvo)
- Jesús Esteban Catalá Ibáñez (25 marzo 1996 - 27 aprile 1999 nominato vescovo di Alcalá de Henares)
- José María Libório Camino Saracho † (16 giugno 1999 - 20 febbraio 2002 nominato vescovo di Presidente Prudente)
- Buenaventura Malayo Famadico (6 aprile 2002 - 11 giugno 2003 nominato vescovo di Gumaca)
- Julian Charles Porteous (16 luglio 2003 - 19 luglio 2013 nominato arcivescovo di Hobart)
- Jose Elmer Imas Mangalinao (31 maggio 2016 - 24 maggio 2018 nominato vescovo di Bayombong)
- Aquilino Bocos Merino, C.M.F. (31 maggio 2018 - 28 giugno 2018 nominato cardinale diacono di Santa Lucia del Gonfalone)
- Fabio Baggio, C.S. (31 ottobre 2024 - 11 gennaio 2025 cessato)